# الكرامة (الرقة)
الكرامة  قرية سورية تتبع ناحية الكرامة في منطقة مركز الرقة في محافظة الرقة. بلغ عدد سكانها 7034 نسمة في عام 2004 حسب إحصاء المكتب المركزي للإحصاء.
تقع على نهر الفرات شرق مدينة الرقة، ويعتمد أهلها على الزراعة.